# Жылысбаев, Максут
Максут Жылысбаев (также известен как Джилисбаев) (1894, аул № 7. (ныне Мерке) Аспаринская волость, Аулиеатинский уезд, Сырдарьинская область, Российская империя — 26 февраля 1938, Алма-Ата, СССР) — казахский советский общественный и партийный деятель.

## Биография
Максут Жылысбаев родился в 1894 году в ауле № 7 тогдашней Аспаринской волости, входящей в состав Аулиеатинского уезда Сырдарьинской области Российской империи (ныне село Костоган Меркенского района Жамбылской области Казахстана). Учился в 1911—1913 годах в русско-казахской школе села Мерке, в 1913—1915 годах — в Пишпекском (ныне Бишкек) сельскохозяйственном техникуме. Во время учёбы в Пишпеке познакомился с Тураром Рыскуловым, будущим соратником по революционной борьбе.
В 1915 году Жылысбаев вернулся в Мерке, где работал агрономом и переводчиком в суде. В 1916 году под руководством Аккоз-батыра участвовал в происходивших в Мерке событиях национально-освободительного восстания. Год спустя, в 1917 году, Жылысбаев совместно с Рыскуловым организовал Революционный союз казахской молодёжи, поддерживающий большевиков.
В 1919—1921 годах Жылысбаев — председатель Аулиеатинской уездной чрезвычайной комиссии. В 1921—1922 годах — заместитель начальника Сырдарьинского волостного отдела земельного хозяйства; в 1922—1924 — заместитель председателя ЦИК Туркестанской АССР; в 1924—1927 — заместитель наркома торговли Казахской АССР.
В 1927—1929 годах работал в Астрахани, где занимался вопросами развития рыбной промышленности. В 1929 году предложил передать Астраханскую область Казахской АССР, однако проект не был реализован.
С 1929 по 1930 годы работал первым секретарём парткома[уточнить] Биен-Аксуского района (сейчас Аксуский район) Алма-Атинской области, в 1930 году — села Мерке. С 1930 по 1934 годы был управляющим Сахаротреста Казахской АССР и на этой должности способствовал открытию нескольких сахарных заводов на юге Казахстана. С 1934 по 1937 работал в Алма-Ате на руководящих должностях в органах внутренних дел.
14 августа 1937 года был арестован как «враг народа». 26 февраля 1938 года решением Военной коллегии Верховного суда СССР приговорён к расстрелу. Приговор приведён в исполнение в тот же день. Вместе с ним были расстреляны Ильяс Джансугуров, Жумат Шанин и другие известные деятели советского Казахстана.
Реабилитирован в 1961 году.

## Память
- Именем Жылысбаева названы улицы в городе Тараз и сёлах Мерке и Кордай[2].
- Имя Жылысбаева носит одна из школ в Меркенском районе[2].